# Gerardo Ortiz
Gerardo Amílcar Ortiz Garza (Encarnación, 25 marzo 1989) è un calciatore paraguaiano, portiere del Once Caldas e della Nazionale paraguaiana.

## Carriera
Nel 2021 viene convocato con la Nazionale paraguaiana per la Copa América.